# Ricardo Ferré Alemán
Ricardo Ferré Alemán (Alicante, 29 de febrero de 1932 - Alicante, 28 de septiembre de 2014) fue médico ginecólogo, y presidente de la Organización Médica Colegial de España (1986 – 1988).

## Biografía
Casado y con tres hijas.
Presidente del Casino de Alicante desde 1977 hasta 1990. Presidente del Club Opinión Encuentro de Alicante desde 1991 a 1996. Y fundador del Sindicato Médico.

### Formación
Licenciado en Medicina y Cirugía por la Universidad de Barcelona en el año 1956. Médico especialista en Obstetricia y Ginecología por la Universidad de Valencia en 1966. Su formación académica se completa con la obtención de la diplomatura en Medicina de empresa el 14 de mayo de 1960.

### Profesión
Desempeñó de la Jefatura Clínica de la Especialidad de Ginecología de la Seguridad Social. Fue fundador de la Maternidad Sagrada Familia de Elche y de la Clínica Vistahermosa de Alicante.
Presidió la Fundación Navarro Trípodi para el fomento de la investigación médica, desde 1996 hasta el año 2008. Presidió el Consejo Social de la Universidad de Alicante desde 1997 hasta el año 2011. Su labor estuvo llena de polémica al alinear su postura con el Gobierno Valenciano y en contra de los órganos universitarios al poner en cuestión la autonomía universitaria.

### Actividad colegial
Entre 1980 y 1986 fue Presidente del Colegio Oficial de Médicos de Alicante, promoviendo la edificación de la nueva sede colegial. 
Entre 1986 y 1988 fue Presidente de la Organización Médica Colegial de España, impulsando la formación médica continuada a nivel nacional. En ese periodo desempeño también la Vicepresidencia Primera de la Unión Profesional Nacional.
Entre 1996 y 2008 fue elegido nuevamente como Presidente del Colegio de Médicos de Alicante. Organizó actividades de difusión de la legislación sanitaria y de formación médico-legal de los profesionales, así como acciones para la protección de los profesionales sanitarios en el sector público, materializadas en el convenio para la prevención y erradicación de amenazas y agresiones con la Consejería de Sanidad de Valencia. 
Presidió en dos ocasiones (años 2000 y 2006) el Consejo de Colegios de Médicos Valencianos. Y fue Presidente de la Unión Profesional de Alicante desde el año 1996 hasta el 2008, y Vicepresidente de la Federación de Uniones Profesionales de la Comunidad Valenciana en el año 2000.

## Distinciones
- La Medalla al Mérito Colegial le fue concedida el 15 de octubre de 1986.
- El Ayuntamiento de Alicante de dedicó una avenida en 2008.
- EL Consejo General de Colegios de Médicos de España le nombra Colegiado de Honor Nacional con Emblema de Plata el 29 de abril de 2009.[5]
- Académico numerario de la Real Academia de Medicina de la Comunidad Valenciana en 2011.[6]

## Publicaciones
- Ferré Alemán R. Ética, universidad y sociedad civil. El País. 2002/03/04.
- Ferré Alemán R. Responsabilidad individual versus responsabilidad colectiva: baremo de daños. XII Congreso Nacional de Derecho Sanitario. Madrid, 20 y 21 de octubre de 2005. (enlace roto disponible en Internet Archive; véase el historial, la primera versión y la última).